# Ralf Palik
Ralf Palik (Erlabrunn, 2 de septiembre de 1990) es un deportista alemán que compitió en luge en la modalidad individual.
Ganó dos medallas en el Campeonato Mundial de Luge de 2016 y tres medallas en el Campeonato Europeo de Luge, en los años 2016 y 2017.

## Palmarés internacional
| Campeonato Mundial | Campeonato Mundial   | Campeonato Mundial | Campeonato Mundial     |
| Año                | Lugar                | Medalla            | Prueba                 |
| ------------------ | -------------------- | ------------------ | ---------------------- |
| 2016               | Königssee (Alemania) | Medalla de plata   | Individual             |
| 2016               | Königssee (Alemania) | Medalla de bronce  | Individual (velocidad) |
| Campeonato Europeo |                      |                    |                        |
| Año                | Lugar                | Medalla            | Prueba                 |
| 2016               | Altenberg (Alemania) | Medalla de bronce  | Individual             |
| 2017               | Königssee (Alemania) | Medalla de oro     | Equipo                 |
| 2017               | Königssee (Alemania) | Medalla de plata   | Individual             |